# Slowly Rolling Camera (album)
Slowly Rolling Camera je první studiové album velšské skupiny Slowly Rolling Camera. Vydáno bylo dne 3. února 2014 společností Edition Records. Deska vyšla jan na kompaktním disku, tak i na dlouhohrající gramofonové desce (verze na gramofonové desce obsahovala pouze osm písní, přičemž CD celkem jedenáct).

## Seznam skladeb
Hudbu složil Dave Stapleton, texty napsala Dionne Bennett.
| Pořadí | Název                 | Délka |
| ------ | --------------------- | ----- |
| 1.     | Protagonist           | 5:15  |
| 2.     | Dream a Life          | 5:26  |
| 3.     | The Rain That Falls   | 6:09  |
| 4.     | Bridge                | 6:20  |
| 5.     | Slowly Rolling Camera | 5:19  |
| 6.     | Outside               | 5:52  |
| 7.     | Fragile Ground        | 5:46  |
| 8.     | Two Roads             | 5:05  |
| 9.     | River Runs Free       | 3:06  |
| 10.    | Rolling Clouds        | 7:22  |
| 11.    | Color                 | 4:28  |

## Obsazení

### Slowly Rolling Camera
- Dionne Bennett – zpěv
- Dave Stapleton – elektrické piano (Fender Rhodes), klavír, varhany (Hammond), aranžmá
- Deri Roberts – elektronika, pozoun, saxofon
- Elliot Bennett – bicí, programování bicích

### Ostatní hudebníci
- Alice Hoskins – violoncello
- Sarah Stevens – violoncello
- Jasper Høiby – kontrabas
- Chris Montague – kytara
- Matt Robertson – syntezátor
- Mark Lockheart – saxofon
- Neil Yates – trubka
- Ilona Bondar – viola
- Rebekah Frost – viola
- Catrin Win Morgan – housle
- Jon Visanj – housle
- Katy Rowe – housle
- Victoria Stapleton – housle